# Древняя Эстония
Древняя Эстония — период истории Эстонии от первого заселения людьми примерно 9500 лет до н. э. до появления на её территории письменности при завоевании крестоносцами во время Северных крестовых походов в XIII в.

## Мезолит

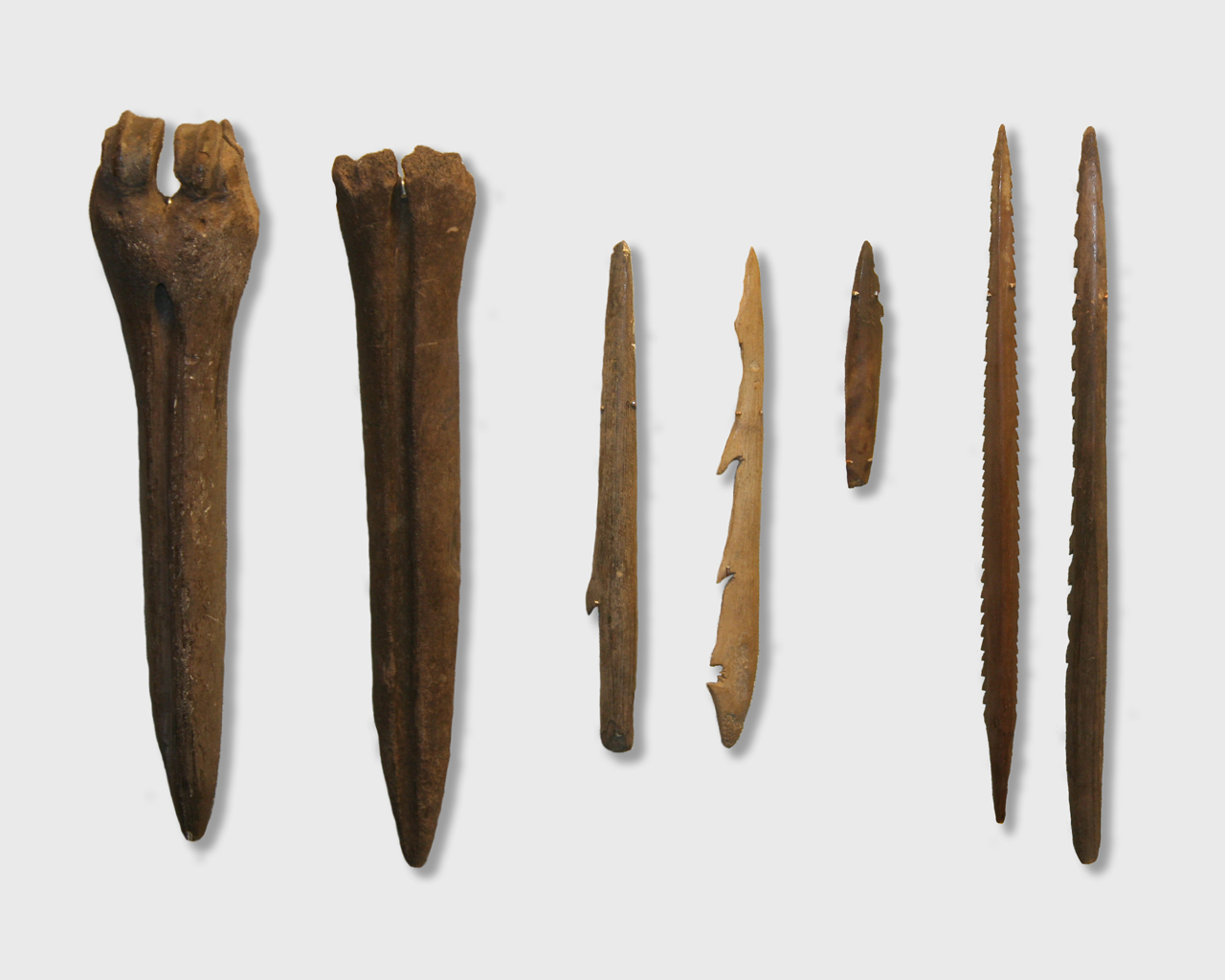
Орудия кундской культуры в Эстонском историческом музее

Вплоть до окончания последнего оледенения, около 10 тыс. лет до н. э., территория Эстонии не была заселена людьми.
Наиболее ранние следы присутствия людей связаны с кундской культурой (названа по г. Кунда в Эстонии). Наиболее старым известным поселением является Пуллиское поселение, располагавшееся на берегах реки Пярну, близ города Синди на юго-западе Эстонии. Оно датируется периодом примерно 9500—9600 лет до нашей эры. Также с кундской культурой связано поселение Ламмасмяэ на севере Эстонии, датируемое не позднее 8500 г. до н. э. Костяные и каменные изделия кундаской культуры были также обнаружены в других местах Эстонии, а также в Латвии, на севере Литвы и на юге Финляндии. Для изготовления режущих орудий использовались главным образом кремень и кварц. По мнению лингвиста Пола Аристэ, несколько слов из языка, на котором говорили люди в период кундской культуры остались в эстонском языке. Одно из этих слов küla (деревня) свидетельствует, по оценке Тармо Кулмара, о наличии полукочевой формы коллективной жизни.

## Неолит

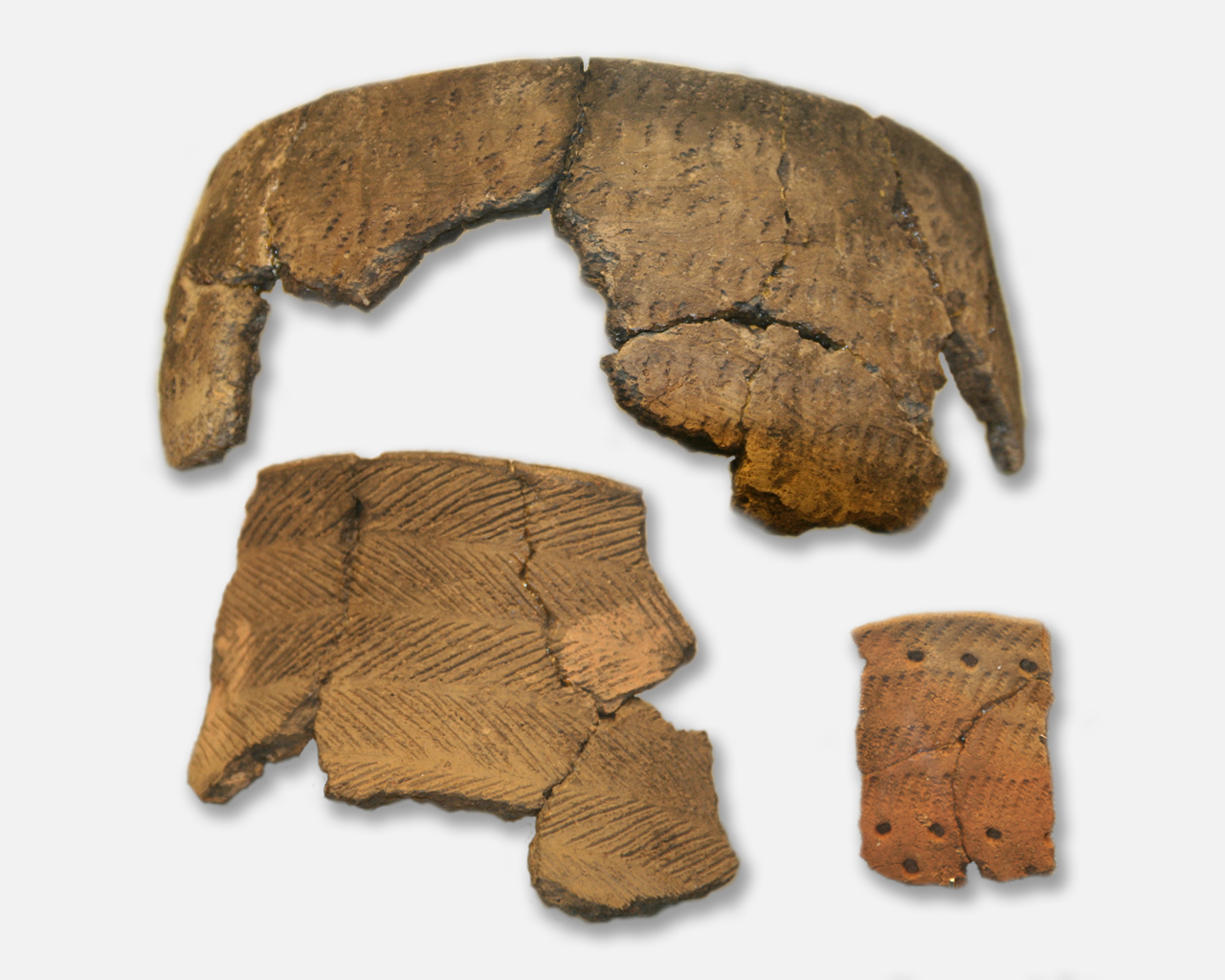
Ямочно-гребенчатая керамика в Эстонском историческом музее.

Начало неолита отмечено появлением керамики нарвской культуры, которая появляется в Эстонии в начале 5 тыс. до н. э. Наиболее ранние находки датируются примерно 4900 г. до н. э. Первая керамика изготавливалась из толстой глины, которая смешивалась с галькой, раковинами или стеблями растений. Керамика нарвского типа была найдена вдоль всего побережья Эстонии и на островах. Каменные и костяные изделия этой культуры обладают весьма высоким сходством с изделиями предыдущей кундаской культуры.
Примерно в начале 4 тыс. до н. э. в Эстонии появляется культура ямочно-гребенчатой керамики (могильники Нарва, Валма, Тамула). Носители культуры ямочно-гребенчатой керамики клали в захоронения фигурки животных, птиц, змей и людей, вырезанные из кости и янтаря. Изделия этой культуры также встречаются на обширных соседних территориях, от Северной Финляндии до Восточной Пруссии.
Примерно до начала 1980-х гг. историки не подвергали сомнению финно-угорское происхождение племён культуры ямочно-гребенчатой керамики. Ряд исследователей даже утверждал, что прауральский язык был распространён в Эстонии и Финляндии со времён последнего оледенения, хотя эта точка зрения и не пользовалась поддержкой большинства. В настоящее время археологи более осторожно смотрят на связи между языками и явлениями материальной культуры. Согласно одной из гипотез, увеличение числа поселений в указанный период было связано с общим потеплением климата, которое вызвало развитие производящего хозяйства. Язык носителей культуры ямочно-гребенчатой керамики обычно называют «палеоевропейским» (предположительно, именно его реликты составляют субстрат неизвестного происхождения, выделяемый лингвистами в саамском языке). У представителей культуры гребенчатой керамики из местонахождения Кудрукюла (Kudruküla) в Эстонии определена Y-хромосомная гаплогруппа R1a5-YP1272 и митохондриальные гаплогруппы U5b1d1, U4a, U2e1.

## Медный век

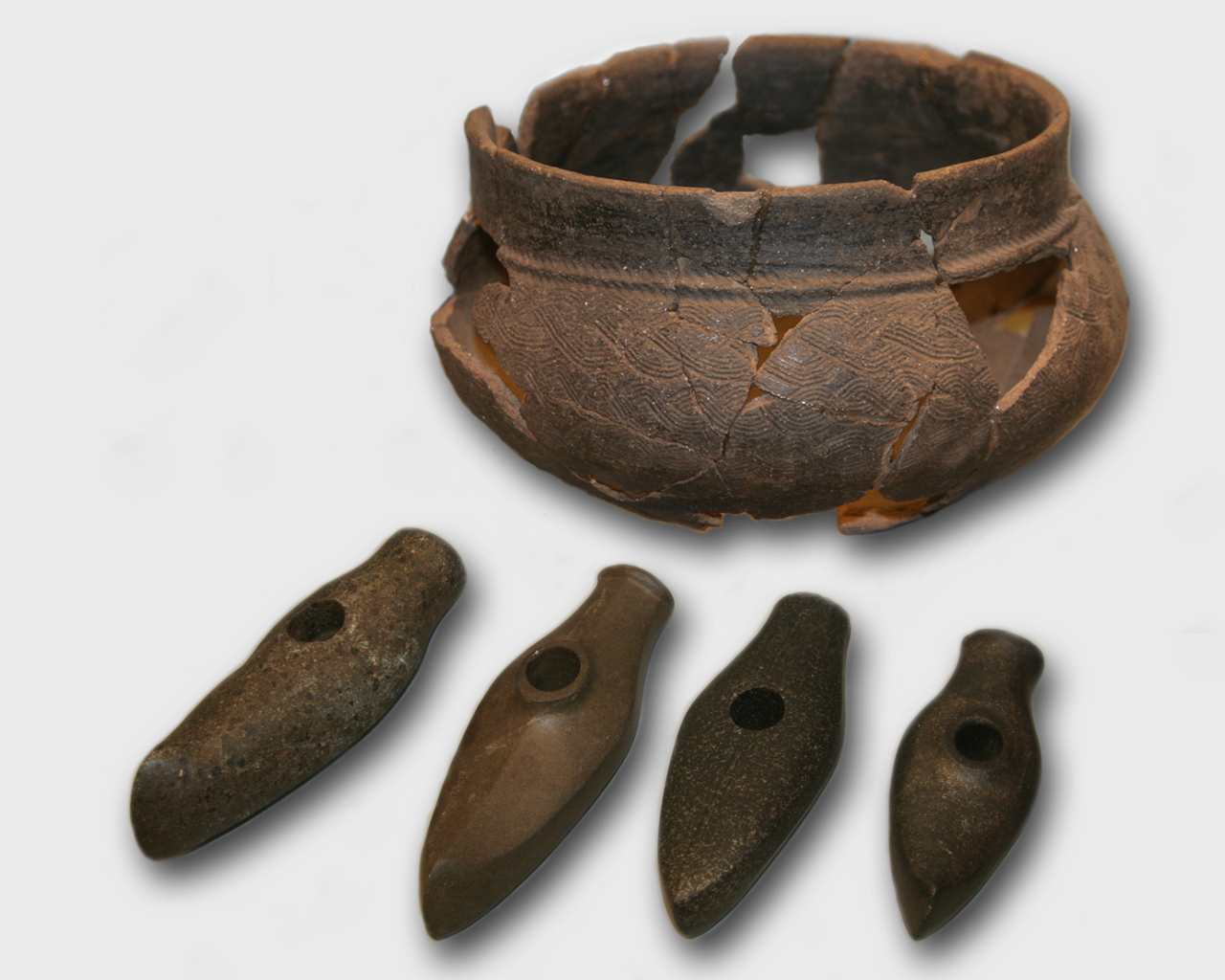
Шнуровая керамика и каменные топоры в Эстонском историческом музее.

Начало позднего неолита — медного века около 2200 г. до н. э. характеризуется появлением культуры шнуровой керамики — боевых топоров, для которой были характерны, как видно из названия, шнуровые украшения керамики и хорошо отполированные каменные «ладьевидные» топоры. О наличии земледелия можно судить по обугленным зёрнам пшеницы на стенках сосудов шнуровой керамики, обнаруженных в поселении Иру. Согласно анализу костных останков, предпринимались попытки одомашнить дикого кабана.
С этой культурой связаны специфические погребальные обряды. Тело укладывалось на бок, колени прижимались к груди, одна рука подкладывалась под голову. Погребальные дары обычно были предметами из кости домашних животных.
У четырёх представителей шнуровой керамики из двух разных местонахождений (Ardu и Kunila 1) в Эстонии определена Y-хромосомная гаплогруппа R1a-Z645. У одного из образцов (Kunila2) дополнительно определена ветвь к R1a1a1-Z283. У представительницы эстонской культуры боевых топоров SOP002 (2864—2495 лет до н. э.) из могильника Сопе в уезде Ида-Вирумаа определена митохондриальная гаплогруппа R1b1.

## Бронзовый век
Начало бронзового века в Эстонии датируется примерно 1800 г. до н. э. В то время формировалась граница между финно-угорскими и балтийскими племенами. Началось строительство первых укреплённых поселений, Асва (культура Асва) и Ридала на острове Сааремаа и Иру в Северной Эстонии. Распространение бронзы способствовало развитию судостроения. Происходил обмен погребальными обычаями. Новый тип ритуальных погребений распространился от Германии до Эстонии: погребения в каменных цистах и погребения с трупосожжением всё больше распространялись наряду с небольшим количеством погребений в виде каменной ладьи. 3470—3545 лет назад на остров Сааремаа упал метеорит Каали. Все 16 образцов из поздней бронзы Эстонии (EstBA) принадлежали к гаплогруппе R1a, не показывая никаких изменений по сравнению с периодом культуры шнуровой керамики (CWC). Приток людей в бронзовом веке сопровождался увеличением предковой компоненты охотников-собирателей по сравнению с людьми позднего неолита, а также с аллелями характерными для светлых и голубых глаз, более светлых оттенков волос, бледной или промежуточной пигментации кожи, толерантности к лактозе.

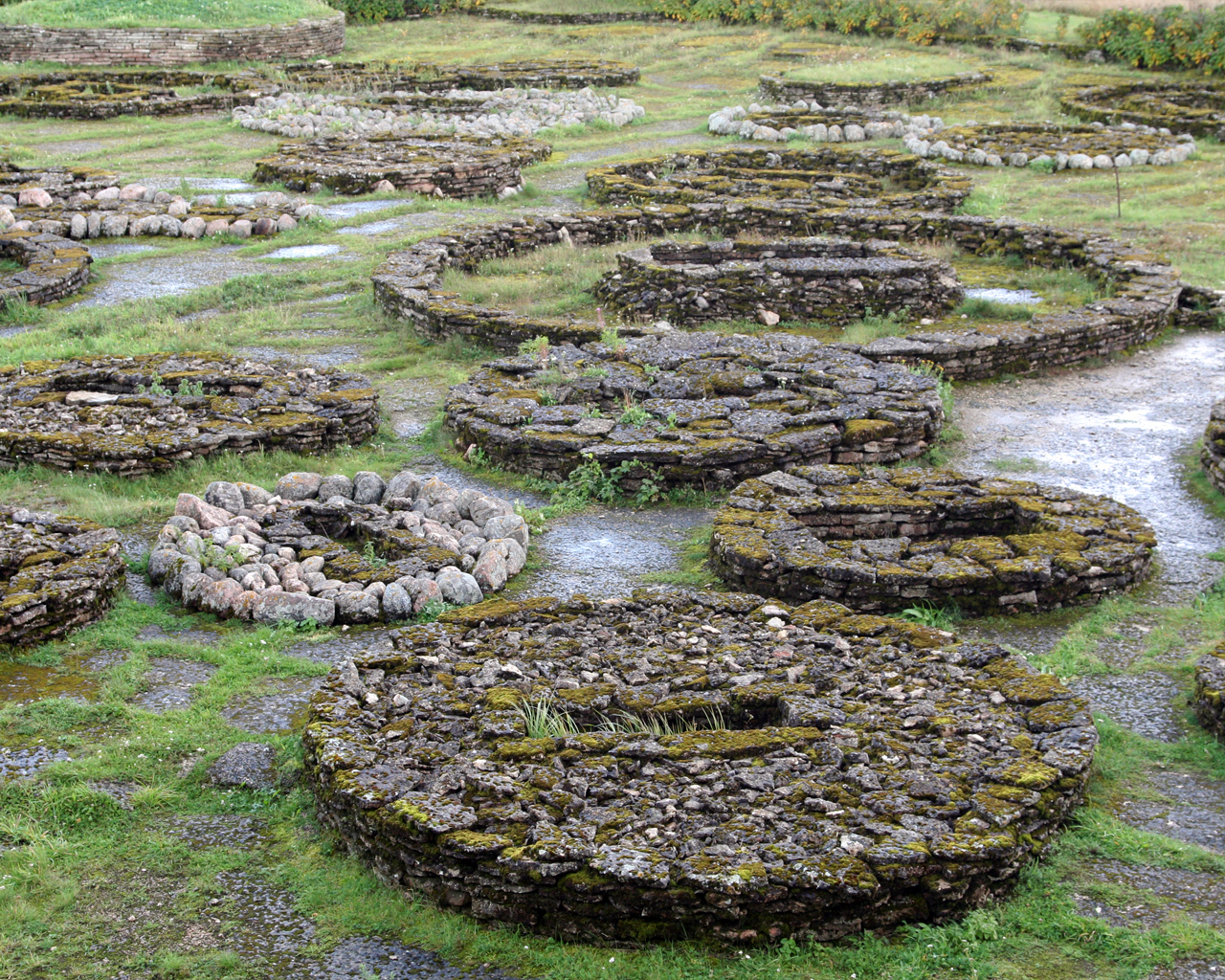
Каменные погребения в цистах (каменных ящиках). Северная Эстония, железный век.

## Доримский железный век
В I тыс. до н. э. на территории Северной Эстонии были распространены каменные могильники с каменными ящиками или камерами. Во время перехода от бронзового века к железному веку на территорию Эстонии прибыли носители Y-хромосомной гаплогруппы N1a1a1a1a1a-CTS2929/VL29 (N3a3, N1c). У образца 0LS10 из железного века Эстонии (EstIA) определён субклад N3a3′5 или N1a1a1a1a-L1026/Z1973, L392 (770–430 гг. до н. э.), у двух других — N3a3a. Два образца EstIA принадлежали к Y-хромосомной гаплогруппе R1a (субклады R1a1c и R1a1’2).
Доримский железный век начался на территории Эстонии около 500 г. до н. э. и продолжался до середины I века до н. э. Наиболее ранние железные изделия были привозными, хотя начиная с I века до н. э. производилась выплавка железа из руды, добываемой в местных болотах и озёрах. Поселения обычно располагались в местах, где особенности ландшафта обеспечивали возможности обороны. Крепости хотя и сооружались, но использовались нечасто. К этому же времени относится появление в Эстонии квадратных кельтских полей, окружённых оградами, а также большинства камней с рукотворными элементами-выступами, которые предположительно были связаны с магическими ритуалами для повышения урожайности зерновых. Появляется новый вид могил — четырёхугольные погребальные курганы. Погребальные традиции указывают на начало социального расслоения.

## Римский железный век
Римский железный век в Эстонии датируется примерно 50—450 гг. н. э. Хотя территория Римской империи не достигала побережья современных балтийских стран, культурное и экономическое влияние Рима достигло и этих земель, с чем и связано название эпохи. В материальной культуре эпоха отражается в находках немногочисленных римских монет, ряда украшений и других изделий. Изобилие железных артефактов в Южной Эстонии говорит о тесных связях с европейским континентом, тогда как острова западной и северной Эстонии связывались с континентом по морю.
К концу данного периода сложились три племенных (а также, по-видимому, диалектных или языковых) зоны: северная, южная и западная Эстония (включая острова). Население каждой из этих зон имело собственную идентичность, ритуалы, образ жизни, культурные особенности.
Название «Эстония», вероятно, связано с племенем эстиев, которые обитали на берегах Балтики в I веке до н. э. и упоминались в «Германии» Тацита. Однако судя по упоминаемым деталям, речь у Тацита шла не о финно-уграх, к которым относятся современные эстонцы, а о кельтоязычных племенах, обитавших на территории современных западной Литвы и Калининградской области.
В скандинавских сагах XIII века термин «эсты» уже явно связан с предками современных эстонцев.
Согласно одному из толкований, Птолемей в своей «Географии» в середине II века н. э., среди других обитателей побережья Балтийского моря, упоминал озилийцев (по-видимому, обитателей Сааремаа — Ösel).

## Эпоха до викингов
Название «Эстония» впервые упоминает в VI в. Кассиодор в своих «Письмах» (кн. V, письма 1-2).
Является спорным вопрос о территории обитания эстов, однако мнения историков сходятся по вопросу об их религиозных верованиях. Скандинавы знали эстов как заклинателей ветров. Похожие обычаи были в ту пору у финнов (лаппов).
Саксон Грамматик упоминает куршей и эстов как участников битвы при Бровалле на стороне свеев против данов; к ним также присоединились ливы и венды из Померании. Однако, среди участников битвы Саксон не упоминает других балтов, в частности, леттов и литовцев.
Снорри Стурлусон в своей Саге об Инглингах рассказывает, как свейский король Ингвар Высокий (VII век), сын Эстена и великий воин, был вынужден охранять побережье своего королевства от эстонских пиратов. Сага рассказывает о его вторжении в Эстонию, где он погиб в битве против многочисленных эстов. После битвы Ингвар Высокий был похоронен рядом с морским побережьем, а свеи вернулись домой. Предположительно, остатками этих захоронений являются находки двух судов в волости Сальме на острове Сааремаа.

## Эпоха викингов

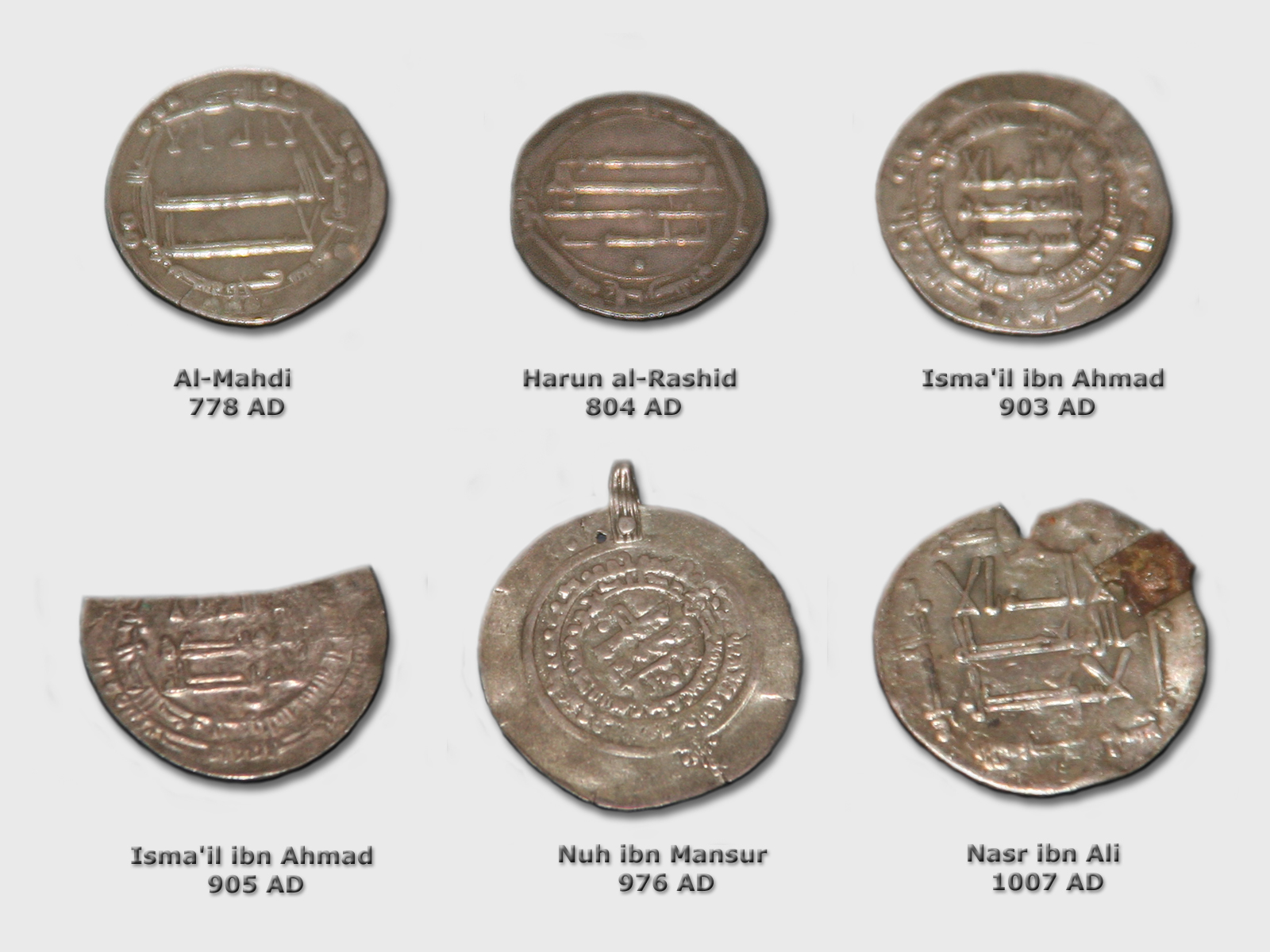
Клад арабских дирхамов, VIII—XI века

Согласно сагам Круга Земного, в 967 году норвежская королева Астрид бежала из страны вместе со своим сыном, будущим королём Норвегии Олафом Трюггвасоном, в Новгород, где её брат Сигурд занимал почётную должность при дворе князя Владимира. Во время их путешествия на корабль напали эзельские викинги, убив несколько членов команды и обратив других в рабство. Через 6 лет, когда Сигурд Эйриксон отправился из Эстонии для сбора податей от имени Владимира, он обнаружил Олафа на рынке рабов в Сааремаа и выкупил его.
Битва между озелийцами и исландскими викингами в 972 г. близ Сааремаа упоминается в Саге о Ньяле.
Около 1008 г. Олаф Святой, будущий король Норвегии, высадился на Сааремаа. Захваченные врасплох местные жители поначалу согласились выплатить запрошенную с них Олафом дань, однако позднее собрали войско во время переговоров и напали на норвежцев. Олафу, тем не менее, удалось победить в битве.
Летописец Нестор упоминает чудь как племя, родственное эстам. Согласно Повести временных лет, в 1030 году Ярослав Мудрый вторгся в чудские земли и основал крепость Юрьев (будущий Тарту). Согласно древнерусским хроникам, чудь была одним из народов, составлявших население Киевской Руси.
Согласно Новгородской первой летописи, варяг Ульф (Улеб) из Новгорода был разгромлен эстами в морской битве близ современного Таллина в 1032 г. Ни одна летопись не подтверждает морскую битву с эстами близ современного Таллина в 1032 г.

## Поздний железный век

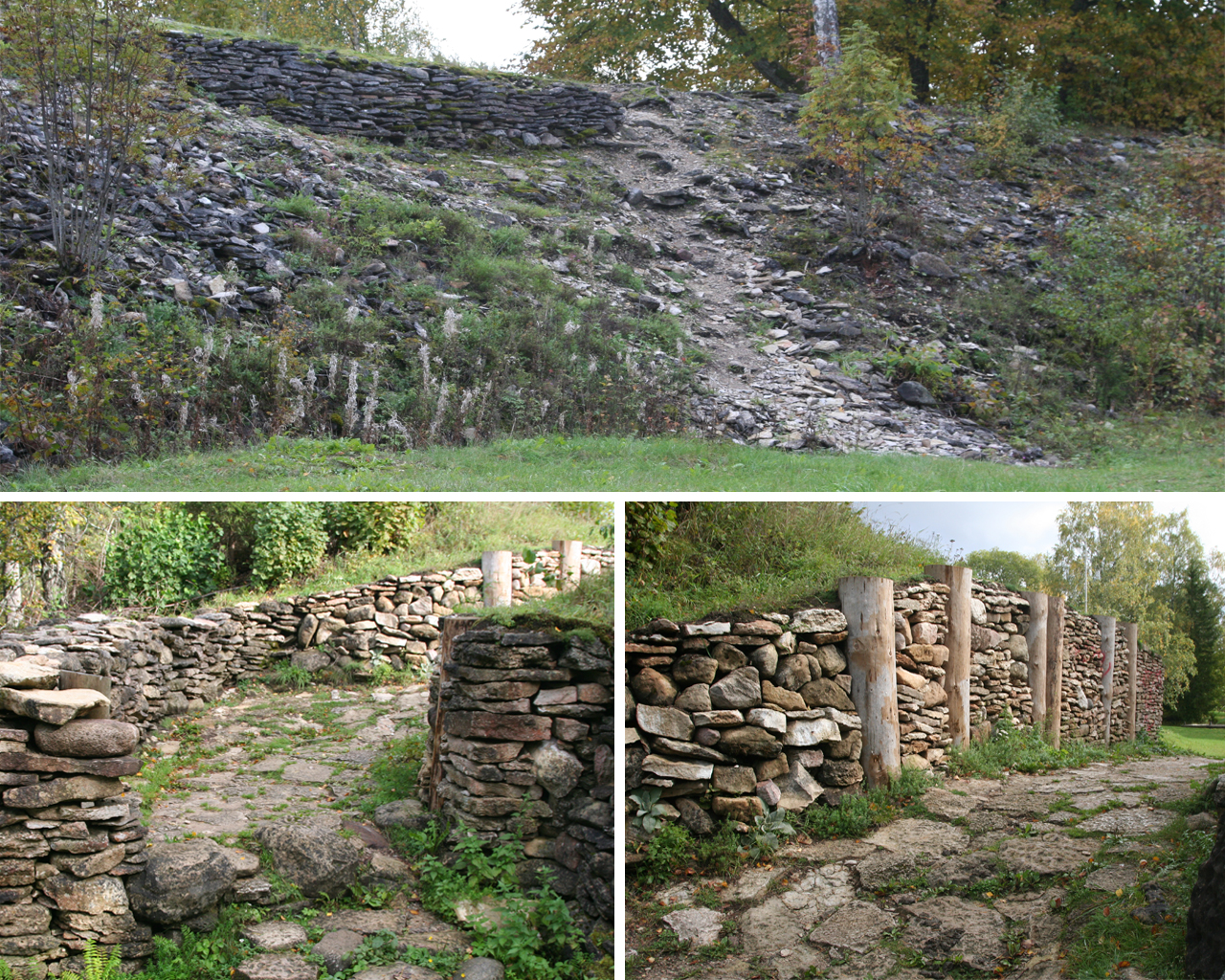
Руины крепости Варбола

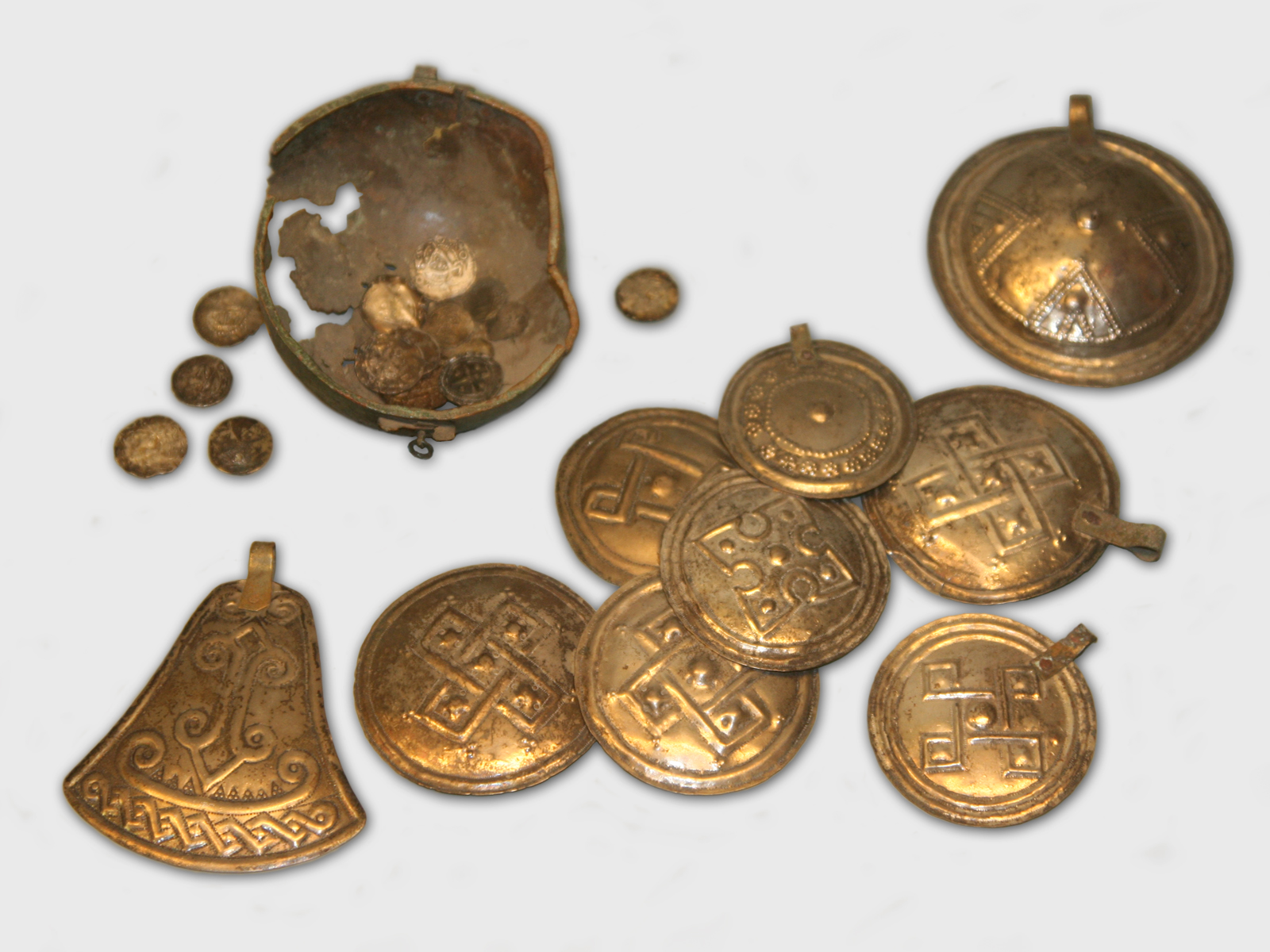
Артефакты из клада из Кумны

В XI веке скандинавы часто упоминаются в хрониках как сражающиеся против викингов с восточных берегов Балтийского моря.
Территория Эстонии весьма богата кладами XI и XII века, в сравнении с другими балтийскими территориями. Наиболее ранним является клад арабских дирхамов VIII века. Крупнейшие клады эпохи викингов были найдены на территории Майдла и Козе. Из 1500 опубликованных в каталогах монет 1000 являются англосаксонскими.
Крепость Варбола на территории современного эстонского округа Харьюмаа была одной из крупнейших крепостей с круговым валом своего времени и крупным торговым центром.

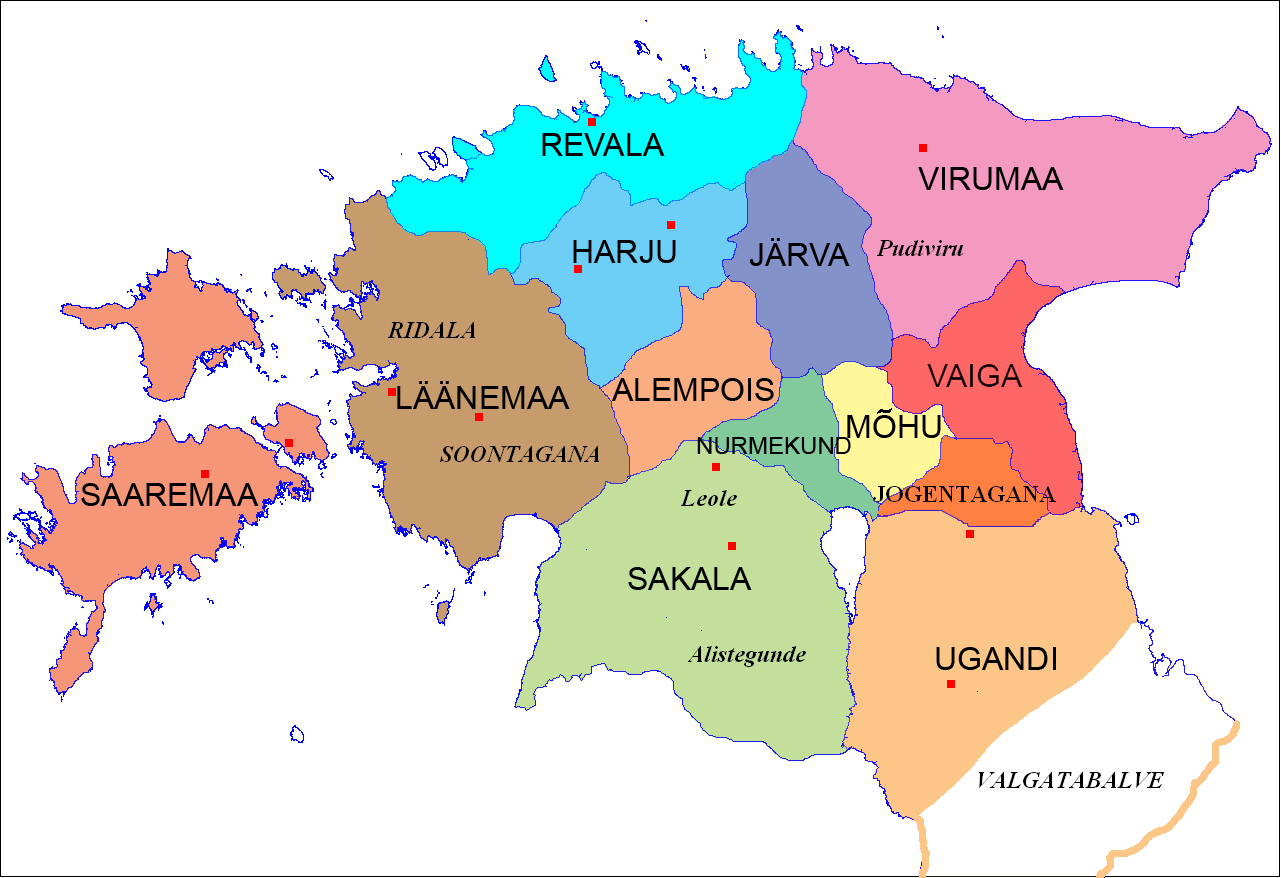
Карта округов, находившихся на территории современной Эстонии, в начале XIII века

К началу XIII века в Эстонии стала складываться система политического и административного деления страны по приходам (kihelkond) и округам (maakond). Приход состоял из нескольких деревень. Почти каждый приход имел хотя бы одну крепость. Обороной местности руководило верховное должностное лицо — старейшина прихода. Округа состояли из нескольких приходов, их также возглавляли старейшины. К XIII веку сложились 8 маакондов и 45 кихелькондов. Оформились следующие мааконды:
1. Эзель, или Озилия (Сааремаа),
2. Роталия, или Маритима (Ляэнемаа),
3. Харрия (Харьюмаа),
4. Ревалия (Рявала),
5. Вирония (Вирумаа),
6. Ервия (Ярвамаа),
7. Саккала (Сакала)
8. Угауния (Уганди).

4 кихельконда в центральной части страны — Мыху, Вайга, Нурмекунд и Алемпоис не входили в состав какого-либо мааконда.
Как пишет Андрес Адамсон, детали этого административного деления являются в большей степени предположительными из-за пробелов в источниках.